# Yuknoom Ch'een II.

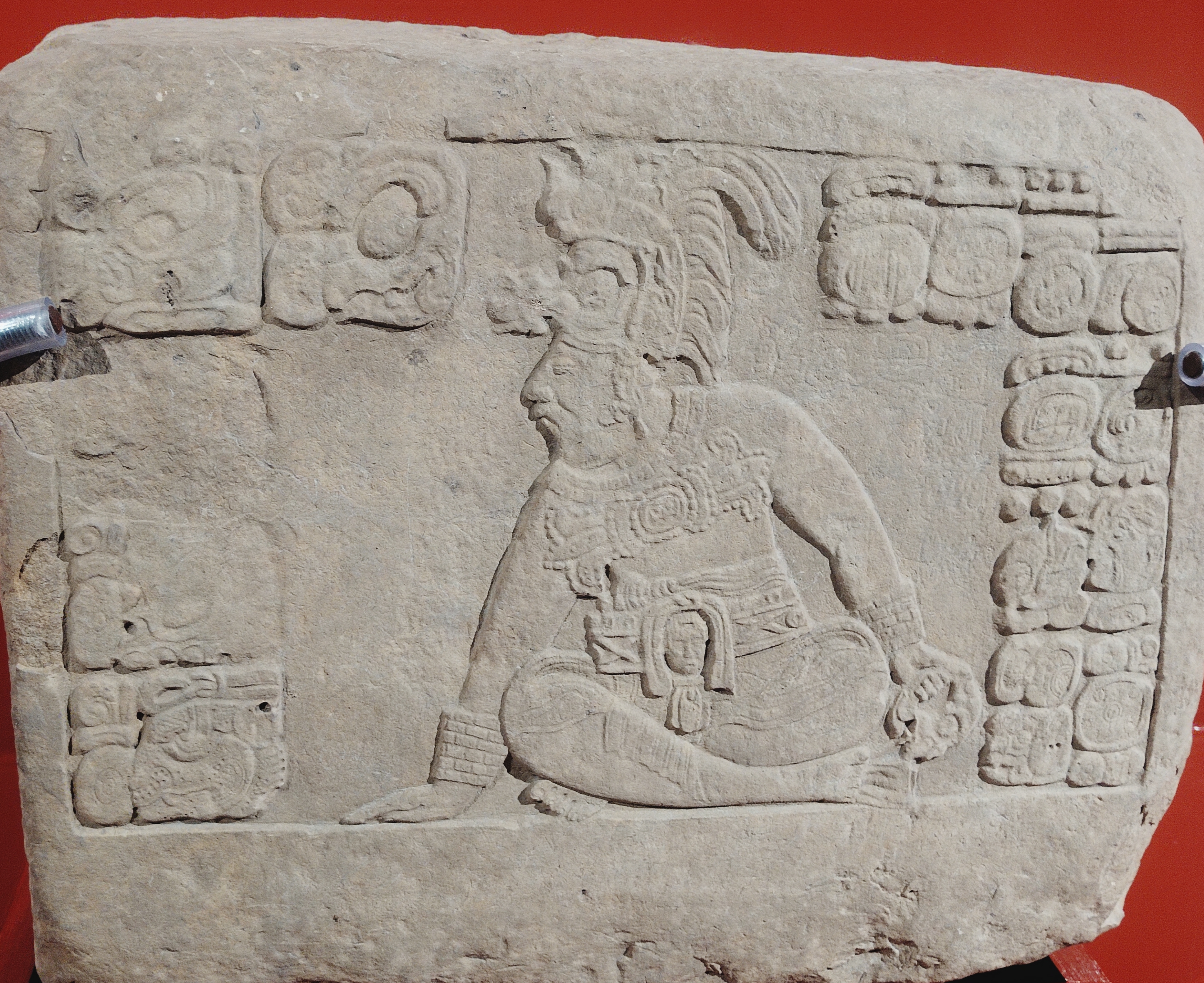
Darstellung von Yuknoom Ch'een II. als Ballspieler auf Block VIII der Hieroglyphentreppe von La Corona. Die Darstellung bezieht sich auf ein gemeinsames Ballspiel mit Sak Maas von La Corona im Jahr 635.

Yuknoom Ch'een II. (auch Yuknoom der Große; * 11. September 600; † wahrscheinlich Anfang 686) war ein Maya-König aus der Kaan-Dynastie, der von 636 bis 685 oder 686 regierte. Er war der erste König aus der Kaan-Dynastie, der von Calakmul aus herrschte.
Yuknoom Ch'een II. setzte sich 636 in einem Bürgerkrieg als neuer König der Kaan-Dynastie durch und verlegte den Sitz der Dynastie weg vom vorherigen Machtzentrum Dzibanché. Das neue Zentrum Calakmul wurde insbesondere durch die Errichtung eines großen königlichen Hofs stark verändert. Unter Yuknoom Ch'eens Herrschaft dominierte die Kaan-Dynastie große Teile des Maya-Tieflands und kontrollierte so wichtige Handelsrouten in das Hochland von Guatemala und in die Ebene von Tabasco. Im Süden und Westen weitete er seine Hegemonie u. a. auf Cancuén und Moral Reforma aus, die an zentralen Punkten der Handelsrouten lagen. Den Rivalen Tikal konnte er in mehreren Konflikten in zwei verfeindete Fraktionen spalten und weitgehend isolieren. In Naranjo setzte er 682 die Tochter eines verbündeten Herrschers als neue Regentin ein.

### Tod und Nachleben

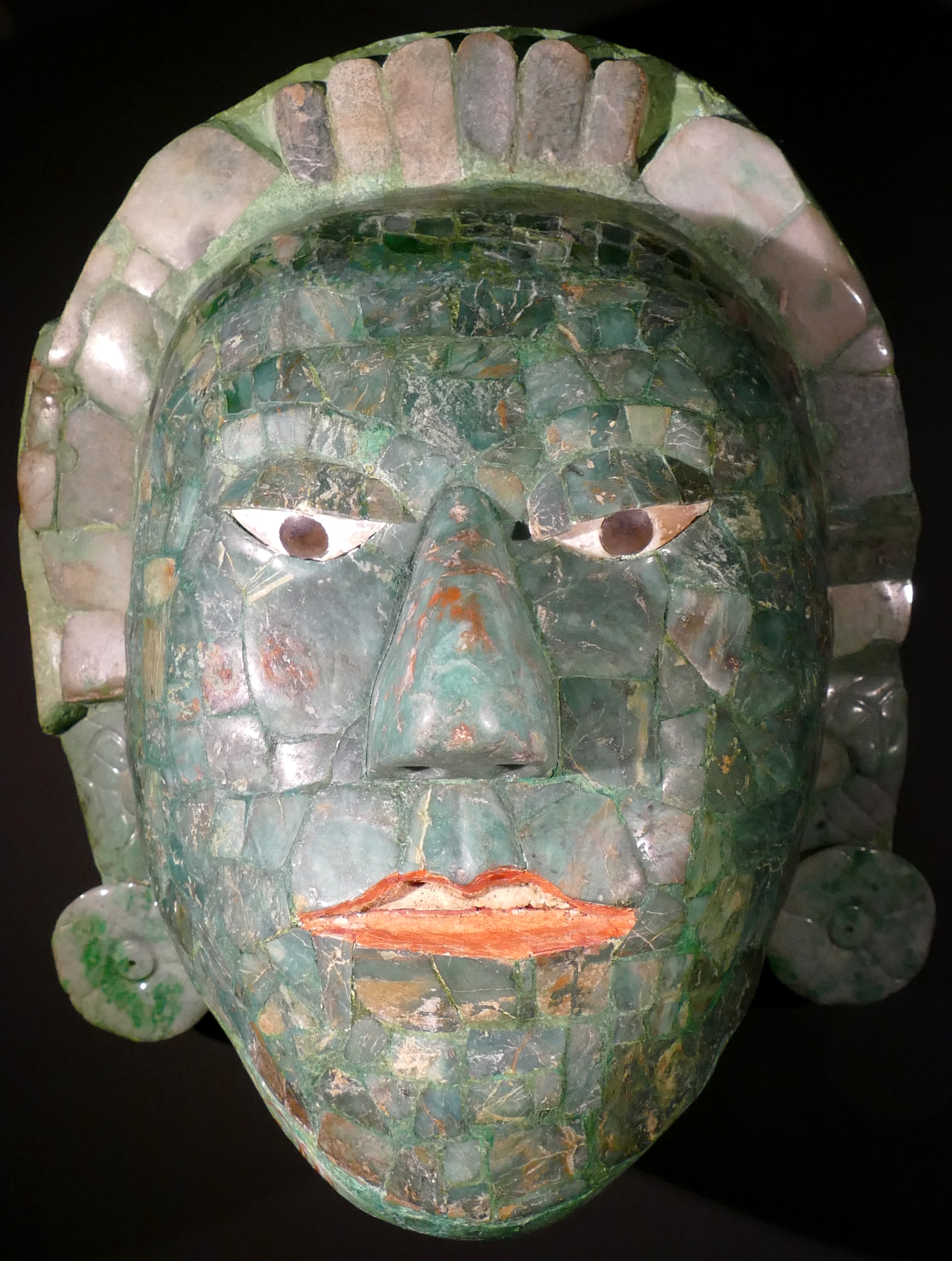
Totenmaske von Yuknoom Ch'een II. aus Jadeit. Die Totenmaske wurde in Grab 4 gefunden, dem mutmaßlichen Grab von Yuknoom Ch'eens Nachfolger Yuknoom Yich'aak K'ahk'